# ماركو أوريليو فونتانا
ماركو أوريليو فونتانا (بالإيطالية: Marco Aurelio Fontana)‏ مواليد 12 أكتوبر 1984 في إيطاليا، هو دراج إيطالي. شارك في دورة الألعاب الأولمبية الصيفية وفاز بميدالية أولمبية.

## الميداليات
| الميدالية | المسابقة                       |
| --------- | ------------------------------ |
| برونزية   | الألعاب الأولمبية الصيفية 2012 |

## روابط خارجية
- ماركو أوريليو فونتانا على موقع الاتحاد الدولي للدراجات (الإنجليزية)
- ماركو أوريليو فونتانا على موقع أرشيف الدراجات (الإنجليزية)
- ماركو أوريليو فونتانا على موقع إحصائيات الدراجات الإحترافية (الإنجليزية)
- ماركو أوريليو فونتانا على موقع CycleBase (الإنجليزية)
- ماركو أوريليو فونتانا على موقع MTB Data (الإنجليزية)
- ماركو أوريليو فونتانا على موقع اللجنة الأولمبية الدولية (الإنجليزية)
- ماركو أوريليو فونتانا على موقع أوليمبيديا (الإنجليزية)
- ماركو أوريليو فونتانا على موقع اللجنة الأولمبية الإيطالية (الإيطالية)